# Walkers Deli & Sausage

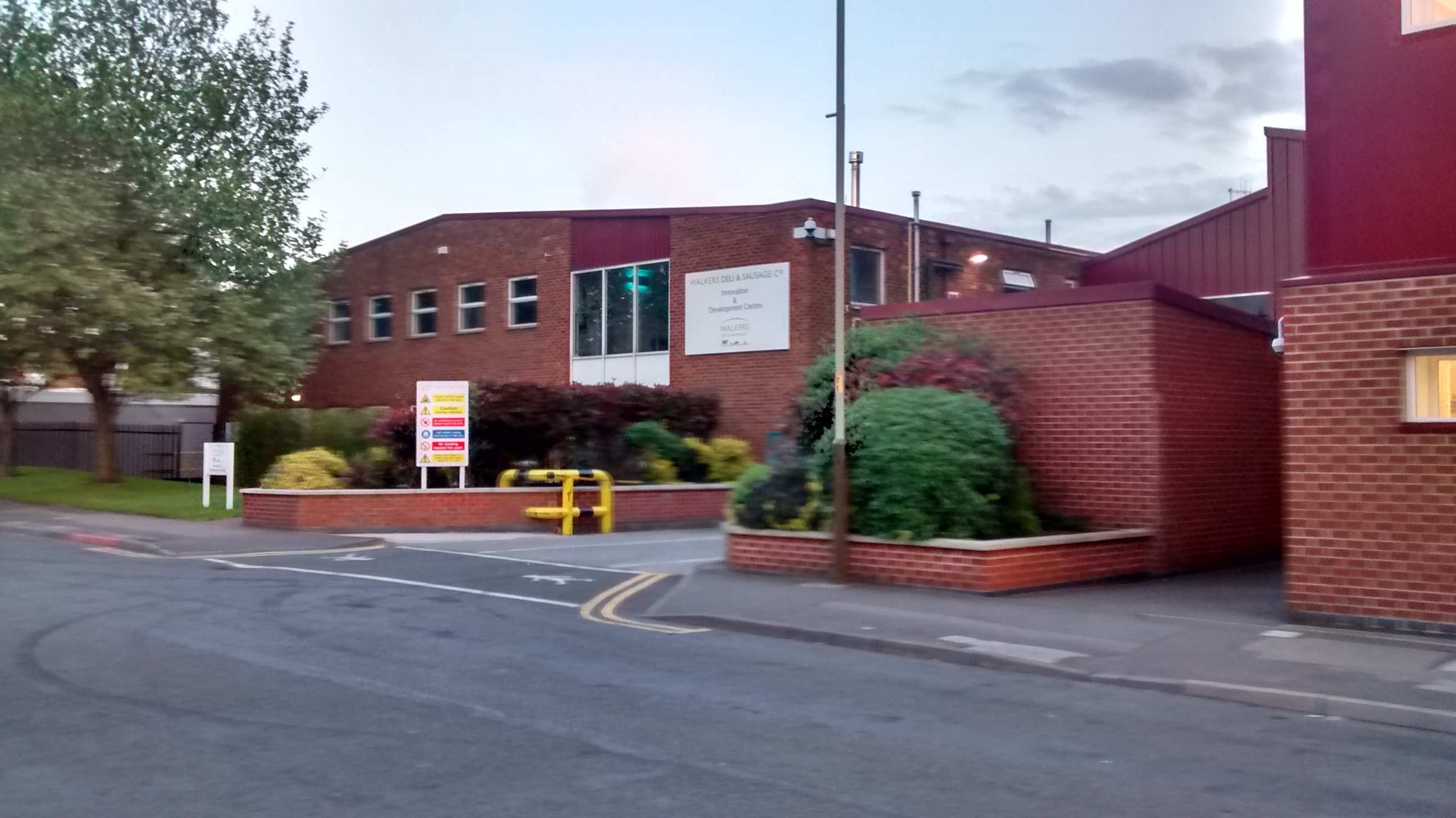
Biuro Walkers Deli & Sausage

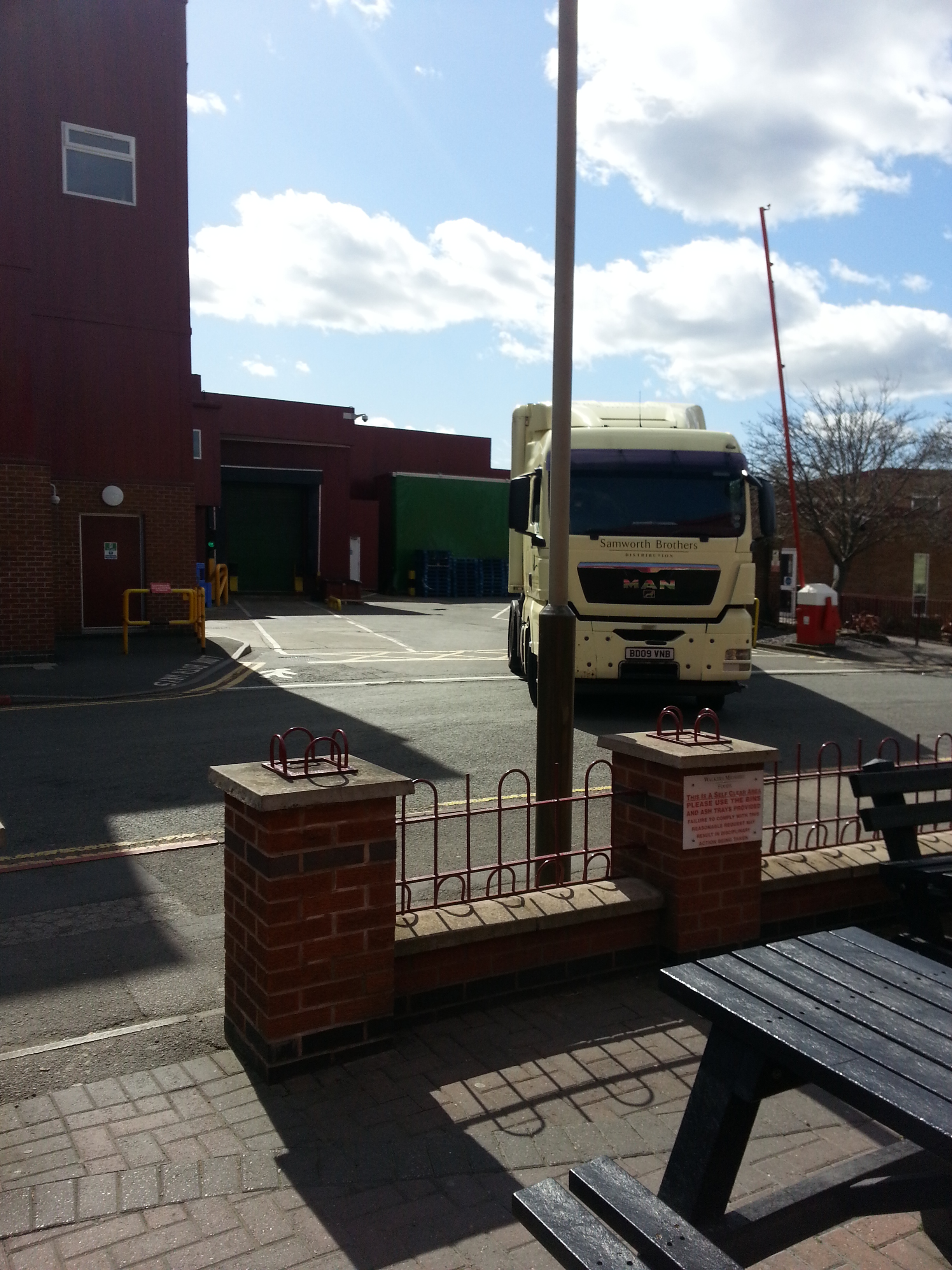
Walkers Deli & Sausage (Cobden Street Leicester)

Walkers Deli & Sausage – angielska firma z grupy Samworth Brothers zajmująca się produkcją kiełbas, wędlin, pasztetów dla sieci handlowych Tesco, Waitrose, Marks & Spencer.
Walkers Deli & Sausage jest jedną z grup firmy Samworth Brothers notowanej na Londyńskiej Giełdzie Papierów Wartościowych.
Wcześniej firma istniała pod nazwą Walkers Midshire Foods.
Firma znajduje się w mieście Leicester przy ulicy Cobden Street.